# Emerson Ernesto
Emerson Ernesto da Silva (Campina Grande, 11 de fevereiro de 1999) é um jogador de goalball paralímpico brasileiro.

## Biografia
Emerson aprendeu a jogar goalball com o irmão e se apaixonou pelo esporte logo após o primeiro treino. Ele conquistou a medalha de ouro com a Seleção Brasileira de Goalball nos Jogos Paralímpicos de Verão de 2020 após derrotar a equipe chinesa por 7–2.